# Lawa-Lawa Luo (Lolomatua)
Lawa-Lawa Luo is een bestuurslaag in het regentschap Nias Selatan van de provincie Noord-Sumatra, Indonesië. Lawa-Lawa Luo telt 877 inwoners (volkstelling 2010).